# Liebe 47
Liebe 47 è un film del 1949 diretto da Wolfgang Liebeneiner che ha come interpreti principali Hilde Krahl e Dieter Horn. L'attrice, per questo film, vinse quell'anno il Premio per la miglior interpretazione femminile al Festival di Locarno.
La sceneggiatura, firmata dallo stesso regista e da Kurt Joachim Fischer, si basa su Draußen vor der Tür", lavoro teatrale di Wolfgang Borchert, con scene aggiunte e un finale conciliante.

## Trama
Tornato dalla prigionia in Siberia, a casa Beckmann ritrova la moglie sposata con un altro uomo e scopre che il suo unico figlio è morto. Depresso e disperato, pensa di porre fine alla propria vita. Sulle rive dell'Elba, incontra una donna, Anna Gehrke, giovane vedova. I due cominciano a parlare e a raccontarsi l'un l'altra le proprie storie.

## Produzione
Le riprese del film furono girate ad Amburgo, Göttingen e dintorni e negli studi di Göttingen.

## Distribuzione
Soggetto alla censura militare alleata, il film ottenne il visto nel marzo 1949. In Germania uscì in prima, proiettato a Göttingen, il 7 marzo 1949. A Berlino, fu presentato in sala il 1º settembre di quello stesso anno.